# Thomas Porcher
Thomas Porcher, né le 5 juillet 1977 à Drancy (Seine-Saint-Denis), est un économiste, essayiste et chroniqueur dans différents médias.
Il est l'auteur de seize ouvrages, notamment Traité d'économie hérétique paru en 2018 qui s'est vendu à plus de 50 000 exemplaires en France et a été traduit en italien, espagnol et japonais.
En novembre 2018, il se lance en politique avec l'essayiste Raphaël Glucksmann et la militante écologiste Claire Nouvian en créant un nouveau parti baptisé Place publique (PP) visant notamment à mettre en place une liste d'union de la gauche aux élections européennes de 2019. Il quitte ce parti en mars 2019.

## Biographie

### Enfance et formation
Thomas Porcher nait à Drancy en Seine-Saint-Denis. Son père, professeur de gestion, est un immigré vietnamien et sa mère, couturière pour de grandes marques, est d'origine italienne. Après son baccalauréat obtenu au lycée Jacques-Brel à La Courneuve, il obtient une licence à l'université Sorbonne Paris Nord. Il décroche son doctorat en économie à l'Université Paris 1-Panthéon-Sorbonne en 2006 avec une thèse intitulée Recettes pétrolières et financement de la lutte contre la pauvreté : le cas de la République du Congo rédigée sous la direction de Guy Schulders.
Il a été ceinture noire de karaté à 16 ans, champion de Seine-Saint-Denis et vice-champion d'Île-de-France.

### Carrière
Il est professeur associé d'économie à la Paris School of Business (ex École supérieure de gestion).
Il a été chargé de cours en Économie et géopolitique de l'énergie dans le Master 203 à l'université Paris-Dauphine, en théories économiques à l'université Panthéon-Sorbonne et en économie internationale et théorie et modélisation financières à l'université Paris-Descartes.
En 2013, Thomas Porcher a fait partie du groupe d'experts sur le gaz de schiste dans le cadre du débat national sur la transition énergétique au ministère de l'Écologie, du Développement durable et de l'Énergie. En 2015, il a participé au groupe de travail de la mission sur la transition verte confiée à Corinne Lepage par Ségolène Royal, ministre de l'Écologie, du Développement durable et de l'Énergie.
Il est membre du collectif Les Économistes atterrés depuis 2016,.
Il intervient régulièrement dans les médias notamment dans l'émission C dans l'air. En 2017, Il a fait partie des Voix de l'info de Sonia Mabrouk sur CNews et a été, en 2019, chroniqueur sur LCI. Brain Magazine l'a qualifié de « minorité visible de gauche » dans les médias. Depuis 2021, il tient une chronique mensuelle "Le point Porcher" dans le magazine Technikart où il donne son point de vue sur des sujets de société divers,. Depuis le 3 mars 2021, il intervient aussi au journal Le Média dans la chronique "L'instant Porcher". Depuis août 2023, il est sur France Inter à 7h45 tous les vendredis pour le débat économique face à Dominique Seux.
Le collectif RePEc le classe 38e économiste le plus suivi au monde sur Twitter sur 1 068 économistes recensés.
En 2018, Bloomberg HT (Bloomberg TV à Istanbul) le classe dans les 50 économistes les plus suivis au monde.
Dans son numéro de janvier 2019, le magazine Technikart classe Thomas Porcher dans « les 100 qui feront 2019 » à la 21e place.
Son livre Traité d'économie hérétique (sortie en 2018) s'est écoulé à plus de 50 000 exemplaires,,, et a été traduit dans plusieurs langues (japonais, italien et espagnol).
Selon le magazine Livres Hebdo, son essai Les délaissés (sortie en février 2020) fait « une entrée rapide dans les meilleures ventes. Tiré à 13000 exemplaires, il a été réimprimé à 2000 quatre jours après sa sortie».
En 2020, le magazine britannique en ligne « Richtopia » classe Thomas Porcher dans le Top 100 mondial des économistes les plus influents en ligne à la 42e place.
En octobre 2020, une étude du cabinet Headway advisory publiée dans Le Figaro classe Thomas Porcher 5e du Top 20 des personnalités de l'enseignement supérieur les plus influentes sur Twitter, derrière le ministre de l'éducation nationale Jean-Michel Blanquer, le politologue Dominique Reynié et le géopolitologue Pascal Boniface notamment. En 2022, l'indice « Twitter Influence de l’éducation et de l’enseignement supérieur », publié par le cabinet Headway advisory dans Le Figaro, le classe comme la personnalité de l'enseignement supérieur et le professeur le plus influent sur Twitter en France.

### Vie privée
Il a été en couple avec l'actrice Élodie Yung pendant 14 ans puis avec l'avocate Sarah Salesse, fille d'Yves Salesse, ancien de la LCR, figure du syndicalisme, ancien conseiller d'État et leader du « non » au référendum de 2005,.

## Travaux académiques
Selon RePEc, Thomas Porcher a publié 20 articles dans des revues à comité de lecture, il totalise 123 citations et son indice h est de 6.
Son article le plus cité a été publié dans la revue Energy Economics dont le facteur d'impact est de 7.042 et la revue dans laquelle il a le plus publié (3 articles) est l'Applied Economic Letters (en) (facteur d'impact de 0.752),. Il est également le coéditeur d'un livre de recherche Advances in Managing Energy and Climate Risks chez Springer.

## Livres«grand public»et idées développées
Thomas Porcher a publié une dizaine de livres et contribué à plusieurs ouvrages collectifs notamment avec des membres du collectif Les économistes atterrés. Il est souvent présenté comme étant un économiste de gauche, ou « hétérodoxe »,, et le secrétaire général de l’association des Économistes atterrés, Philippe Guillaume, déclare : « Thomas Porcher est une belle carte de visite pour nous [...] économistes hétérodoxes ».

### Critique du «discours dominant» en économie
Dans Traité d'économie hérétique publié en 2018, Thomas Porcher estime qu'il existe un discours dominant en économie d'orientation libérale. Dans les deux premiers chapitres de son livre, il donne son opinion sur le rôle de l'idéologie en sciences sociales et l'instauration d'un cadre de pensée par les élites économiques et politiques françaises. Il conteste la neutralité de la science économique et remet en cause ce qu'il nomme des « vérités économiques assenées par certains experts ». Il vise notamment le livre de Pierre Cahuc et André Zylberberg, Le Négationnisme économique, qui invite à de la neutralité et à du pragmatisme en économie. Pierre Cahuc et André Zylberberg estiment que « l'économie est devenue une science expérimentale ». Comme dans les autres domaines de la science, par exemple la recherche médicale, l'analyse économique compare des groupes tests où une mesure est mise en œuvre avec des groupes témoins. La science économique aurait donc permis, dans les dernières années ou les dernières décennies, de dégager certains principes qui présentent toutes les garanties scientifiques. Selon les auteurs, les études publiées dans des revues académiques, ayant subi un processus de relecture par les pairs, permettent, lorsqu'elles produisent des résultats convergents, de produire l'image la plus fiable sur l'état du monde. Le « négationnisme scientifique », notamment économique, est alors l'attitude de ceux qui s'opposent sans justification, selon les auteurs, à ces résultats, prétendant souvent s'opposer à la « pensée unique » ou mettre en lumière des failles de la recherche « orthodoxe » : les auteurs citent comme exemples le discours des industriels du tabac autrefois, aujourd'hui de certains grands patrons ou économistes « hétérodoxes » tels que « les Économistes atterrés ».
Dans le chapitre 3, « Le mythe de la réussite individuelle », Thomas Porcher revient sur le débat autour du chômage. Selon lui la microéconomie « mainstream » avance que l'individu est responsable de ses choix, notamment dans son arbitrage loisir-travail, ce qui expliquerait le chômage (volontaire).
Thomas Porcher estime que la macroéconomie est plus à même d'expliquer le chômage actuel : « Le problème est macroéconomique, pas microéconomique », page 69 de l'édition Pluriel ; « Personne ne choisit le chômage », page 70. Il cite enfin deux références pour étayer ses propos: le rapport de la fondation Jean-Jaurès « Le traumatisme du chômage » et l'article académique de G. Clark « The Son Also Rises » dans lequel il est mentionné que « 75% du statut socio-économique d'un individu est expliqué par l'origine sociale » (page 72 du livre).
D'après lui, la dette publique sert d'épouvantail pour justifier les politiques d’austérité, alors que la France emprunte à des taux très bas et que la dette n'a pas atteint un niveau alarmant : elle est inférieure à la valeur du patrimoine public, et inférieure à l'ensemble des dettes privées. Il estime de plus que le but de la flexibilité du marché du travail n’est pas de diminuer le chômage, mais d'employer une main-d’œuvre précaire ajustable aux conditions du marché et à la préservation des profits. Par ailleurs, la volonté de baisser la dépense publique a en réalité pour objectif selon lui de démanteler l’État social et d’offrir au secteur privé les marchés juteux des retraites et de la santé.

### Critique de la vision économique d’Emmanuel Macron
Dans Introduction inquiète à la Macron-économie, Thomas Porcher et Frédéric Farah veulent montrer que derrière le discours apparemment novateur et de bon sens d’Emmanuel Macron se cachent des idées régressives et des raisonnements économiques qui n’ont rien de nouveau.

### Critique du manque d’ambition politique dans la lutte contre le réchauffement climatique
Dans Le Déni climatique, Thomas Porcher et Henri Landes montrent comment les responsables politiques tiennent des discours ambitieux aux Nations unies, mais à l’inverse prennent des décisions contre le climat dans d’autres instances de négociation. Ils critiquent notamment les solutions de marchés comme le marché du carbone qu'ils jugent insuffisantes pour engager une transition énergétique ambitieuse.

### Critique du TAFTA
Dans le livre TAFTA, l'accord du plus fort, pour Thomas Porcher et Frédéric Farah, ce traité transatlantique entraînerait un nivellement vers le bas des normes en raison d'un cadre légal américain plus souple rendant les multinationales américaines plus compétitives. Il estime également que les prévisions de créations d'emplois et de croissance ont souvent été surestimées, notamment dans le cas du marché unique et de l'ALENA.

### Critique de l'exploitation du gaz de schiste
Dans son livre Le mirage du gaz de schiste, Thomas Porcher critique les arguments des lobbies favorables au gaz de schiste et prétend démontrer que l'exploitation de gaz de schiste en France entraînerait peu de création d'emplois. Selon lui, pour créer des emplois, il faudrait, sur le modèle américain, forer massivement et en continu. Enfin, Thomas Porcher affirme que cette exploitation ne ferait pas baisser les prix du gaz en Europe en raison de la plus forte réglementation du marché du gaz européen. Une baisse des prix nécessiterait, selon lui, que l'Europe produise une part de marché suffisamment forte pour être en position de renégocier les contrats avec ses fournisseurs traditionnels.

### Critique du manque de transparence des contrats pétroliers
Dans son premier ouvrage Un baril de pétrole contre 100 mensonges, Thomas Porcher prétend dénoncer une opacité des contrats pétroliers et dévoiler les relations entre compagnies pétrolières privées et pays en développement producteurs de pétrole non membres de l'Organisation des pays exportateurs de pétrole (OPEP). L'ouvrage explique le fonctionnement des différents types de contrats existants (concessions, contrats de partage de production) et les avantages que les compagnies pétrolières en retirent. L'auteur souligne également la difficulté de négociation des contrats pour les pays producteurs dans la mesure où la discussion s'appuie sur des hypothèses de coûts fabriquées par les experts des compagnies privées.

### Répercussions des prix du pétrole sur les prix de l'essence
Dans une étude coécrite de 2011, l'ajustement entre les prix du brut et ceux à la pompe est plus faible dans le cas d'une baisse que dans celui d'une hausse du prix du brut. Ainsi, lorsqu'il y aurait une hausse de 1 % du prix du brut, les prix à la pompe augmenteraient dans la semaine de 0,12 %. En revanche, dans le cas d'une baisse de 1 %, ils diminueraient seulement de 0,07 %. Le 20 juillet 2011, un rapport de la direction générale de l'Énergie et du Climat (DGEC) commandé par Éric Besson, ministre de l'Énergie et de l'Industrie montre que « les compagnies pétrolières répercutent correctement les baisses des cours sur les prix à la pompe ». Thomas Porcher critiqua les résultats de la DGEC dans différents médias (Le Parisien, etc.) ainsi que dans son livre L'indécence précède l'essence.

### Réforme de la fiscalité des carburants
Pour Thomas Porcher, Stéphan Silvestre et Thomas Péran, le régime fiscal actuel des carburants présente de nombreux inconvénients. Ils proposent une réforme fiscale « [visant] à corriger certains déséquilibres tout en réduisant les prix des carburants et en maintenant les ressources fiscales constantes ». Leur proposition consiste à reporter sur les propriétaires de véhicules, les grandes compagnies pétrolières et la distribution de carburant en grandes et moyennes surfaces une partie des taxes actuelles sur les carburants ; cette réforme conduirait à l'égalisation des prix de l'essence sans plomb et du gazole et à une prise en compte de la situation géographique des automobilistes, de la puissance de leur véhicule et de leurs besoins de mobilité par le moyen d'une redevance annuelle ou « éco-vignette » dans une fourchette de 25 à 200 euros/an,.

## Prises de position politiques et engagements
Lors des premiers tours des élections présidentielles, il vote pour José Bové en 2007, puis pour Jean-Luc Mélenchon en 2012 et 2017.
En janvier 2016, il fait partie des 40 signataires (avec Yannick Jadot, Thomas Piketty, Raphaël Glucksmann, etc.) d'un appel pour l'organisation d'une grande primaire à gauche.
En septembre 2016, il rejoint l'équipe de campagne de Cécile Duflot, candidate à la primaire française de l'écologie de 2016, dont il coordonne le projet,. Sollicité par Benoît Hamon pendant la campagne pour l'élection présidentielle de 2017, il lui fournit des notes concernant la transition énergétique. Après la victoire de Benoît Hamon à la primaire citoyenne de 2017, il co-signe avec Yánis Varoufákis, ancien ministre des Finances grec, et Ulf Clerwall une tribune dans Le Monde intitulée « La gauche doit s'allier pour l'avenir de l'Europe », appelant à une alliance Hamon-Jadot-Mélenchon. À la suite de l'élimination au premier tour de Benoît Hamon et de Jean-Luc Mélenchon, il annonce sur les réseaux sociaux son intention de voter pour Emmanuel Macron au second tour de l'élection présidentielle contre Marine Le Pen.
À l'occasion du sommet One Planet Summit, il signe avec 80 économistes de différents pays (Tim Jackson, Yánis Varoufákis, Mariana Mazzucato, etc.) l'appel pour la fin immédiate de tout investissement dans de nouveaux projets de production d'énergies fossiles.
En novembre 2018, avec l'essayiste Raphaël Glucksmann, la militante écologiste Claire Nouvian et d'autres personnalités de la société civile, il crée un nouveau parti baptisé Place publique (PP) visant à répondre aux urgences démocratique, écologique et sociale et de mettre en place une liste d'unité de la gauche aux élections européennes de 2019. Le parti n'ayant selon lui pas atteint ses objectifs et étant devenu une « liste d'apparatchiks, pas de citoyens », il le quitte le 16 mars 2019, peu après que PP se soit lancé dans la campagne avec le Parti socialiste. « Je n'ai pas envie de servir de caution de gauche au PS, ni que Place publique soit le nouvel emballage d'un produit périmé », déclare-t-il.
Avec un collectif d'élus et d'intellectuels, il signe une tribune intitulée « La matraque n'est pas une réponse politique » demandant l'interdiction des flash-ball et des grenades de désencerclement,. Il signe l'appel à la marche du 20 juillet pour soutenir le comité Adama dans l'affaire Adama Traoré.
Après les propos d'Olivier Galzi faisant un parallèle entre le voile et l'uniforme SS, Thomas Porcher quitte l'émission de LCI où il était chroniqueur qualifiant ces propos « d'islamophobes » et indiquant « Je ne peux en conscience accepter d'être présent, chaque jeudi, sur son plateau. Les mots ont des conséquences et chacun doit désormais prendre ses responsabilités. Je prends les miennes en quittant l’émission, ».
Thomas Porcher s'engage régulièrement pour la ville de La Courneuve en Seine-Saint-Denis, notamment en signant la préface de l'Atlas des inégalités commandé par le Maire de la ville, Gilles Poux, détaillant les inégalités présentes sur sa commune. Il prend également position pour les enseignants du lycée Jacques-Brel de la Courneuve. Le 3 mars 2020, il choisit La Courneuve pour le lancement de son livre Les délaissés.

## Pandémie de Covid-19
Avant que la pandémie ne soit officiellement reconnue, il déclare : « on est face à une triple crise : sanitaire, économique et boursière », ajoutant que « si les Italiens n'ont pas la capacité à soigner, c'est parce que cela fait dix ans qu'ils pratiquent une austérité sur les services publics et sur l'hôpital. Et nous en France, on en est pas loin ».
Chroniqueur dans l'émission Les Grandes Gueules sur la radio RMC, Thomas Porcher déclare le 29 juin 2021 à propos de l'accès payant aux tests pour les personnes refusant de se faire vacciner contre le Covid-19 : « À terme, je suis d'accord avec le fait qu'il faille rendre la vie des non-vaccinés beaucoup plus difficile pour les inciter à se faire vacciner. » Le 1er juillet, il revient sur ses déclarations affirmant avoir eu des « propos maladroits ». Le 5 juillet, il annonce porter plainte contre tous ceux qui l'ont menacé de mort sur les réseaux sociaux après ses déclarations du 29 juin.

## Notoriété et critiques
Libération juge en 2018 que Thomas Porcher jouit d'une « omniprésence médiatique ». D'après ce journal, Thomas Porcher, outre sa présence médiatique, « consacre son temps à des articles publiés dans des revues scientifiques, certains étant dans le top 5 % des plus cités au monde ».
Pourtant, l'article académique de Thomas Porcher le plus cité par d'autres articles scientifiques a respectivement 33 et 72 citations selon les sites RePEc et Google Scholar. Néanmoins, dans un article antérieur publié sur le site Arrêt sur images, Thomas Porcher affirme qu'il a « des publications dans des revues internationales classées CNRS, certaines dans le TOP 5% » ce qui fait référence au classement des revues et non des articles. En l’occurrence, les revues Energy Policy ou Energy Economics dans lesquelles Thomas Porcher a publié sont classées respectivement 34e et 52e meilleures revues académiques au monde sur 2559 revues recensées par le site RePEc.
D'après Causeur, même si la pensée économique de Thomas Porcher s’éloigne « fortement des dogmes libéraux actuels », il « jouit d’une couverture médiatique monstre » : il est invité en 2018 « presque partout » pour la promotion de son nouveau livre, et « sa supposée « hérésie » reste appréciée par nombre de journalistes ».
Selon Contrepoints, après que le journal Le Monde a publié un portrait de Thomas Porcher en août 2018, un tweet le décrivant comme « charlatan » ou « pseudo-économiste » et un autre tweet lui attribuant de fausses déclarations sur la dette publique sont « largement relayés dans la médiasphère, de Dominique Seux à Jean-Michel Aphatie ». Le site Arrêt sur images y consacrera une émission et un article intitulé « Un portrait de Thomas Porcher dans Le Monde déchaîne les chiens de garde ».

## Ouvrages
- 2009, Un baril de pétrole contre 100 mensonges, Res publica éditions  (ISBN 2358100013)
- 2009, Reprise ou Re-crise ?, Res publica éditions  (ISBN 2358100080)
- 2010, Recettes pétrolières et financement de la lutte contre la pauvreté: le cas de la République du Congo, Éditions universitaires européennes  (ISBN 6131536031)
- 2011, L'Afrique des nouvelles convoitises (participation de Thomas Porcher/coordination Alain Nonjon), Ellipses  (ISBN 2729866167)
- 2012, L'indécence précède l'essence - Enquête sur un Total scandale, Max Milo Éditions  (ISBN 2315003512)[84]
- 2012, Regards sur un XXIe siècle en mouvement (coordination Thomas Porcher, préface de Jacques Attali), Ellipses  (ISBN 2729874356)
- 2013, Le Mirage du gaz de schiste, Max Milo Éditions  (ISBN 2315004667 et 2315003512)[85]
- 2014, TAFTA : l'accord du plus fort, Max Milo Éditions  (ISBN 2315006147)
- 2015, 20 idées reçues sur l'énergie (avec R.H. Boroumand, S. Goutte, préface : Christian de Perthuis), De Boeck  (ISBN 280419020X)
- 2015, Le Déni climatique (avec H. Landes), Max Milo Éditions  (ISBN 231500702X)
- 2016, Introduction inquiète à la Macron-économie (avec F. Farah), Les Petits matins  (ISBN 2363832167)
- 2016, Sortir de l'impasse : appel des 138 économistes (ouvrage collectif), Les liens qui libèrent  (ISBN 9791020904072)
- 2017, La politique est à nous (ouvrage collectif, coordonné par Benoît Hamon, Yannick Jadot et Michel Wieviorka), Robert Laffont  (ISBN 2221200349)Éditions Stock
- 2018, Traité d'économie hérétique : en finir avec le discours dominant, Fayard  (ISBN 978-2213705903) (traduit en Italien, Espagnol et Japonais[86])
- 2018, Macron : un mauvais tournant (Les économistes atterrés avec H. Sterdyniak, D. Cayla, A. Jatteau, D. Lang, P. Légé, C. Mathieu, T. Porcher, C. Ramaux, G. Rotillon), Les liens qui libèrent  (ISBN 979-1020904768)
- 2020, Les délaissés. Comment transformer un bloc divisé en force majoritaire, Fayard,  (ISBN 978-2213711959)[87]
- 2021, Advances in Managing Energy and Climate Risks, (avec S. Goutte, K. Guesmi, R.H. Boroumand), Springer,  (ISBN 978-3030714024)[88]
- 2022, Mon dictionnaire d'économie. Comprendre, se positionner, débattre, Fayard,  (ISBN 978-2213716916)
- 2024, L'économie pour les 99%, Stock, avec Ludivine Stock (dessin), Raphaël Ruffier-Fossoul (auteur), livre graphique,  (ISBN 9782234098381).
- 2025, Le vacataire. Expérience vécue de la précarité à l'université, Stock,  (ISBN 978-2234098305).

## Podcasts
- 2019 : Eco snack (série de 10 podcasts) sur l'application Majelan[89].